# Alloniscus perconvexus
Alloniscus perconvexus är en kräftdjursart som beskrevs av James Dwight Dana 1856. Alloniscus perconvexus ingår i släktet Alloniscus och familjen Alloniscidae. Inga underarter finns listade i Catalogue of Life.